# 경제 계산 문제
경제 계산 문제(Economic calculation problem, ECP)는 생산요소의 시장 기반 할당 대신 중앙 경제 계획을 사용하는 것에 대한 비판이다. 이는 루트비히 폰 미제스가 1920년에 쓴 논문 "사회주의 연방의 경제적 계산"에서 처음 제안되었고 나중에 프리드리히 하이에크가 확장했다.
그의 첫 번째 기사에서 미제스는 자본주의 하에서 가격 시스템의 본질을 설명하고 개인의 주관적 가치(다른 가치 이론을 비판하면서)가 사회에서 자원의 합리적인 할당에 필요한 객관적인 정보로 어떻게 변환되는지 설명했다. 그는 중앙 계획이 필연적으로 자원의 비합리적이고 비효율적인 할당을 초래한다고 주장했다. 시장 교환에서 가격은 자원, 노동, 제품의 수요와 공급을 반영한다. 기사에서 미제스는 자본재 사회화의 결함에 대해 비판의 초점을 맞추었지만 나중에 그의 저서 사회주의에서 사회주의의 다양한 형태에 대해 자세히 설명했다. 그는 인간행동론(Human Action: a Treatise on Economics)의 세 번째 책에서 문제를 간략하게 언급했으며, 여기서 그는 이념적 차이에도 불구하고 근본적으로 결함이 있다고 생각한 다양한 유형의 사회주의, 즉 "힌덴부르크"와 "레닌" 모델에 대해 자세히 설명했다.
미제스와 하이에크는 경제적 계산은 시장 가격을 통해 제공되는 정보에 의해서만 가능하며 중앙 집중식 할당 방법에는 자원을 합리적으로 할당하는 방법이 부족하다고 주장했다. 미제스의 분석은 가격 이론에 중점을 두었지만 하이에크는 정보와 기업가 정신에 대한 좀 더 심층적인 분석을 했다. 논쟁은 1920년대와 1930년대에 격화되었으며, 논쟁의 특정 시기는 경제 역사가들에 의해 사회주의 계산 논쟁으로 알려지게 되었다. 미제스의 초기 비판은 다양한 반응을 얻었고 시행착오 시장 사회주의, 특히 랑게-러너 정리의 개념으로 이어졌다.
1920년 논문에서 미제스는 국가 사회주의 경제의 가격 책정 시스템이 필연적으로 결함이 있다고 주장했는데, 그 이유는 만약 공공 기관이 모든 생산 수단을 소유한다면 자본재는 단지 상품의 내부 이전일 뿐 "내부 이전"이 아니기 때문에 자본재에 대해 합리적인 가격을 얻을 수 없기 때문이다. 교환 대상'은 최종 상품과 다르다. 따라서 가격이 책정되지 않았으므로 중앙 계획자가 사용 가능한 자원을 효율적으로 할당하는 방법을 모르기 때문에 시스템은 필연적으로 비합리적이다. 그는 “사회주의 연방에서는 합리적인 경제활동이 불가능하다”고 썼다. 미제스는 1922년 저서 사회주의(Socialism)에서 사회주의에 대한 자신의 비판을 더욱 완전하게 발전시켰으며, 시장 가격 체계는 인간행동학의 표현이며 어떤 형태의 관료도 복제할 수 없다고 주장했다.
미제스의 원래 주장과 하이에크의 새로운 제안에 대한 주목할만한 비평가로는 무정부주의 자본주의 경제학자 브라이언 캐플란(Bryan Caplan), 컴퓨터 프로그래머이자 마르크스주의자인 폴 콕숏(Paul Cockshott), 그리고 다른 공산주의자들이 있다.

## 같이 보기
- 계획 경제
- 산업연관분석
- 시장사회주의
- 신경제정책
- 오토 노이라트
- 탈희소성
- 필요 생산
- 사회주의
- 사회주의 계산 논쟁
- 생산수단의 사회화
- 왜 사회주의인가?